# 马莉娅·斯坦梅茨
马莉娅·罗丝·斯坦梅茨（英語：Malia Rose Steinmetz；1999年1月18日—），新西兰女子足球运动员，司职中场，目前效力于北西兰足球俱乐部和新西兰国家女子足球队。她曾代表新西兰参加2024年夏季奥林匹克运动会女子足球比赛。